# Jong FC Utrecht in het seizoen 2017/18
Jong FC Utrecht is het tweede elftal van FC Utrecht, met voornamelijk spelers die nog niet in aanmerking komen voor een plaats in de selectie van het eerste elftal. Het team debuteerde in het seizoen 2016/17 in de Nederlandse Eerste divisie. Eerder speelde het in de beloftencompetitie. Het team speelt in de Jupiler League, maar mag door regels van de KNVB niet uitkomen in de KNVB beker.

## Geschiedenis
Jong FC Utrecht werd in het seizoen 2015/16 kampioen van de Beloften Eredivisie. Met de invoering van de nieuwe voetbalpiramide promoveerde Jong FC Utrecht hierdoor naar de Jupiler League. Jong FC Utrecht deed voor het eerst mee in het betaalde voetbal in het seizoen 2016/17. In dat seizoen werd de club 18e. Dit seizoen speelt de club voor het 2e jaar in de Jupiler League.

## Erelijst
| Competitie                   | Winnaar | Winnaar    |
| Competitie                   | Aantal  | Jaren      |
| ---------------------------- | ------- | ---------- |
| Beloften landskampioen       | 1×      | 2016       |
| Beloften kampioen 1e divisie | 2×      | 2011, 2015 |
| KNVB beker beloften          | 2×      | 2000, 2010 |

## Selectie

### Contractnieuws
Op 20 maart 2018 kwam de club met contractnieuws:
- De optie in de overeenkomst van Tim Brinkman is gelicht, waardoor hij tot 2019 bij de club blijft
- De optie in het contract van FC Utrecht O19-aanvaller Dereck Darkwa is gelicht, waardoor hij tot 2019 bij de club blijft. Hij maakt volgend seizoen de overstap naar Jong FC Utrecht.
- De opties in de contracten van Joost Meendering, Maarten Peijnenburg en Jan Willem Tesselaar zijn niet gelicht, deze spelers vertrekken transfervrij na dit seizoen.
- De aflopende contracten van Conner Blöte, Louk Dekkers, Menno Heus, Tufan Özbozkurt en Bart Sinteur zijn door FC Utrecht (formeel) opgezegd. Deze spelers zullen na dit seizoen transfervrij vertrekken.

Op 11 mei 2018 kwam de club met contractnieuws:
- Zowel Nick Lim als Shayne Pattynama blijven tot 2019 aan de club verbonden.

### Spelers
De vaste selectie van Jong FC Utrecht, exclusief spelers van het eerste elftal of de A-junioren, welke uitkomen voor Jong FC Utrecht. 
| Nr.           | Nat.               | Naam                   | Contract     | Seizoen* | Vorige club                   | Bijzonderheid              |
| Keepers       | Keepers            | Keepers                | Keepers      | Keepers  | Keepers                       | Keepers                    |
| ------------- | ------------------ | ---------------------- | ------------ | -------- | ----------------------------- | -------------------------- |
| 31            | Vlag van Nederland | Thijmen Nijhuis        | 30 juni 2019 | 2e       | Jeugdopleiding                | optie voor 1 extra seizoen |
| 46            | Vlag van Nederland | Menno Heus             | 30 juni 2018 | 2e       | Jeugdopleiding                |                            |
| 52            | Vlag van Nederland | Joost Meendering       | 30 juni 2018 | 2e       | Hollandia                     |                            |
| Verdedigers   |                    |                        |              |          |                               |                            |
| 32            | Vlag van Nederland | Redouan El Yaakoubi    | 30 juni 2020 | 1e       | VV De Meern                   | optie voor 1 extra seizoen |
| 33            | Vlag van Nederland | Maarten Peijnenburg    | 30 juni 2018 | 2e       | PSV Eindhoven                 |                            |
| 34            | Vlag van Nederland | Robin Zwartjens        | 30 juni 2019 | 1e       | Feyenoord                     | optie voor 1 extra seizoen |
| 35            | Vlag van Nederland | Tim Brinkman           | 30 juni 2019 | 2e       | Jeugdopleiding                |                            |
| 36            | Vlag van Nederland | Rick van der Meer      | 30 juni 2019 | 2e       | Feyenoord                     |                            |
| 42            | Vlag van Nederland | Bart Sinteur           | 30 juni 2018 | 1e       | Feyenoord                     |                            |
| 43            | Vlag van Nederland | Gino Demon             | 30 juni 2018 | 1e       | NAC Breda                     |                            |
| 44            | Vlag van Nederland | Junior van der Velden  | 30 juni 2018 | 2e       | Jeugdopleiding                |                            |
| 45            | Vlag van Nederland | Conner Blöte           | 30 juni 2018 | 1e       | Ajax                          |                            |
| 47            | Vlag van Nederland | Nick Lim               | 30 juni 2018 | 2e       | Jeugdopleiding                |                            |
| 53            | Vlag van Nederland | Ruben Hoogenhout       | 30 juni 2020 | 1e       | Jeugdopleiding                | optie voor 1 extra seizoen |
| 55            | Vlag van België    | Benis Belesi           | 30 juni 2019 | 1e       | Zulte Waregem                 | optie voor 1 extra seizoen |
| Middenvelders |                    |                        |              |          |                               |                            |
| 25            | Vlag van Nederland | Odysseus Velanas       | 30 juni 2020 | 2e       | Jeugdopleiding                |                            |
| 38            | Vlag van Nederland | Rick Mulder            | 30 juni 2019 | 2e       | RKC Waalwijk                  | optie voor 1 extra seizoen |
| 40            | Vlag van Marokko   | Karim Loukili          | 30 juni 2020 | 2e       | ADO Den Haag                  |                            |
| 48            | Vlag van Nederland | Louk Dekkers           | 30 juni 2018 | 2e       | Jeugdopleiding                |                            |
| 50            | Vlag van Nederland | Shayne Pattynama       | 30 juni 2018 | 1e       | Jeugdopleiding                |                            |
| 54            | Vlag van Roemenië  | Constantin Dragoș Albu | 30 juni 2020 | 1e       | Scoala de fotbal Gica Popescu |                            |
| Aanvallers    |                    |                        |              |          |                               |                            |
| 37            | Vlag van Nederland | Mitchell van Rooijen   | 30 juni 2020 | 2e       | Jeugdopleiding                | optie voor 1 extra seizoen |
| 39            | Vlag van Nederland | Nick Venema            | 30 juni 2020 | 2e       | Jeugdopleiding                | optie voor 1 extra seizoen |
| 41            | Vlag van Nederland | Sylla Sow              | 30 juni 2020 | 2e       | N.E.C.                        |                            |
| 49            | Vlag van Nederland | Jeredy Hilterman       | 30 juni 2019 | 1e       | Willem II                     | optie voor 1 extra seizoen |
| 51            | Vlag van Nederland | Jan-Willem Tesselaar   | 30 juni 2018 | 2e       | AZ                            |                            |
| 61            | Vlag van Nederland | Tufan Özbozkurt        | 30 juni 2018 | 1e       | Bugsasspor                    | Speelt op amateurbasis     |

```
* = Het aantal seizoenen bij Jong FC Utrecht in de Jupiler League. De seizoenen in de beloftencompetitie zijn niet meegerekend.
```

### Aangetrokken
| Nat. | Naam                   | Van                           | Bijzonderheden                           |
| ---- | ---------------------- | ----------------------------- | ---------------------------------------- |
| NED  | Robin Zwartjens        | Feyenoord                     | transfervrij                             |
| NED  | Conner Blöte           | Ajax                          | transfervrij                             |
| NED  | Bart Sinteur           | Feyenoord                     | transfervrij                             |
| NED  | Jeredy Hilterman       | Willem II                     | transfervrij                             |
| NED  | Gino Demon             | NAC Breda                     | transfervrij                             |
| NED  | Redouan El Yaakoubi    | VV De Meern                   | transfervrij                             |
| NED  | Issa Kallon            | FC Emmen                      | einde verhuur                            |
| BEL  | Benis Belesi           | Zulte Waregem                 | transfervrij                             |
| NED  | Nick Venema            | A1                            | doorlopend contract                      |
| NED  | Nick Lim               | A1                            | doorlopend contract                      |
| NED  | Junior van der Velden  | A1                            | doorlopend contract                      |
| NED  | Louk Dekkers           | A1                            | doorlopend contract                      |
| NED  | Shayne Pattynama       | A1                            | doorlopend contract                      |
| ROE  | Constantin Dragoș Albu | Scoala de fotbal Gica Popescu | transfervrij                             |
| NED  | Tufan Özbozkurt        | clubloos                      | speelt op amateurbasis tot einde seizoen |

### Vertrokken
Zomer 2017
| Nat. | Naam              | Naar                 | Bijzonderheden          |
| ---- | ----------------- | -------------------- | ----------------------- |
| NED  | Myenty Abena      | De Graafschap        | aflopend contract       |
| NED  | Ali Ulusoy        | onbekend             | aflopend contract       |
| NED  | Jelle de Lange    | AFC                  | gestopt met profvoetbal |
| NED  | Robin de Jong     | onbekend             | aflopend contract       |
| NED  | Bram van Eijk     | VV Capelle           | aflopend contract       |
| TUR  | Serhat Çakmak     | Tepecik Belediyespor | aflopend contract       |
| NED  | Hamza Boukhari    | Quick Boys           | aflopend contract       |
| ENG  | Tafari Moore      | Arsenal FC           | einde verhuur           |
| NED  | Dani van der Moot | PSV                  | einde verhuur           |
| NED  | Darren Rosheuvel  | SC Cambuur           | verkocht                |
| NED  | Issa Kallon       | SC Cambuur           | verkocht                |

Winter 2018
| Nat. | Naam          | Naar                              | Bijzonderheden         |
| ---- | ------------- | --------------------------------- | ---------------------- |
| NED  | Gino Demon    | Rijnsburgse Boys (amateurvoetbal) | contract ingeleverd    |
| ENG  | Matty Willock | Manchester United                 | huurcontract beëindigd |

### Technische staf
Robin Pronk blijft aan als hoofdtrainer. Hij wordt dit seizoen extra bijgestaan door Sander Keller, die de rol van assistent trainer op zich neemt. 
| Naam                | Functie           |
| ------------------- | ----------------- |
| Robin Pronk         | Hoofdtrainer      |
| Sander Keller       | Assistent trainer |
| Kevin van Veen      | Keeperstrainer    |
| René van der Linden | Teammanager       |
| Roland Jansen       | Fysiotherapeut    |

### Internationals
Diverse spelers van Jong FC Utrecht worden dit seizoen geselecteerd als (jeugd)international. Hieronder volgen alleen (voormalig) jeugdinternationals uit de selectie die nog geselecteerd kunnen worden voor jeugdelftallen van Oranje. 
| Speler                 | International van | Selecties dit seizoen              | Laatste selectie | Interlands | Doelpunten | Overige jeugdelftallen | Totaal interlands | Totaal doelpunten | Bijzonderheden                                               |
| ---------------------- | ----------------- | ---------------------------------- | ---------------- | ---------- | ---------- | ---------------------- | ----------------- | ----------------- | ------------------------------------------------------------ |
| Mohamed Mallahi        | Oranje O-18       | sept, okt, nov 2017, feb, mrt 2018 | maart 2018       | 3          | 1          | o17, o16               | 27                | 1                 | Opgeroepen voor een 2-daagse trainingsstage in februari      |
| Mitchell van Rooijen   | Oranje O-20       | sept, okt, nov 2017                | november 2017    | 4          | 0          | o19, o18               | 11                | 1                 | -                                                            |
| Nick Venema            | Oranje O-19       | sept, okt, nov 2017                | november 2017    | 5          | 2          | o17                    | 7                 | 2                 | Behoorde tot de selectie van o19 voor het vierlandentoernooi |
| Constantin Dragoș Albu | Roemenië O-17     | oktober 2017                       | oktober 2017     | 3          | 0          | -                      | 3                 | 0                 | -                                                            |
| Thijmen Nijhuis        | Oranje O-20       | september 2017                     | september 2017   | 0          | 0          | o19, o18, o17, o16     | 9                 | 0                 | -                                                            |
| Robin Zwartjens        | Oranje O-19       | Juli 2017                          | Juli 2017        | 2          | 0          | -                      | 2                 | 0                 | Behoorde tot de selectie voor het EK O19                     |
| Odysseus Velanas       | Oranje O-20       | geen selectie                      | September 2017*  | 0          | 0          | o19, o18, o17          | 12                | 1                 | *behoorde in september tot de voorselectie van oranje o20    |
| Rick van der Meer      | Oranje O-20       | geen selectie                      | September 2016   | 1          | 0          | o18, o17, 016, 015     | 14                | 0                 | -                                                            |
| Conner Blöte           | Oranje O-18       | geen selectie                      | November 2015    | 3          | 0          | -                      | 3                 | 0                 | -                                                            |
| Tim Brinkman           | Oranje O-18       | geen selectie                      | Maart 2015       | 3          | 0          | -                      | 3                 | 0                 | -                                                            |
| Jan-Willem Tesselaar   | Oranje O-17       | geen selectie                      | Maart 2014       | 4          | 0          | -                      | 4                 | 0                 | -                                                            |

## Wedstrijden
Jong FC Utrecht speelt de competitieduels in de Jupiler League. De KNVB heeft bepaald dat beloftenteams niet mogen uitkomen in de KNVB beker. Er worden daarom oefenwedstrijden georganiseerd tijdens het seizoen.

### Wedstrijdlocatie
De "thuishaven" van Jong FC Utrecht is sportcomplex Zoudenbalch. Helaas voldoet het complex (nog) niet aan de eisen die de KNVB stelt voor teams uit de Jupiler League. Daarom wijkt het team uit naar De Galgenwaard, het stadion waar het 1e team van FC Utrecht hun thuiswedstrijden speelt. Om de grasmat van de Galgenwaard niet te veel te belasten wordt dit seizoen acht keer uitgeweken naar de Westmaat. Er wordt dan gespeeld op het complex van IJsselmeervogels.

### Oefenwedstrijden
| Wedstrijd | Datum                | Tijd      | Tegenstander      | Locatie                             | Uitslag     |
| --------- | -------------------- | --------- | ----------------- | ----------------------------------- | ----------- |
| 01        | wo 05 juli 2017      | 19.00 uur | Zeister elftal    | Sportpark Blikkenburg, Zeist        | 0-6-winst   |
| 02        | di 11 juli 2017      | 18.30 uur | Jong Willem II    | Sportcomplex Zoudenbalch, Utrecht   | 4-1-winst   |
| 03        | di 18 juli 2017      | 14.30 uur | Jong Sparta       | RMC Jeugdcomplex, Rotterdam         | 1-1         |
| 04        | ma 24 juli 2017      | 18.30 uur | SV Rödinghausen   | Häcker Wiehenstadion, Rödinghausen  | 3-1-verlies |
| 05        | wo 02 augustus 2017  | 19.00 uur | Jong NAC Breda    | Sportcomplex Zoudenbalch, Utrecht   | 0-0         |
| 06        | di 08 augustus 2017  | 15.00 uur | Almere City FC    | Sportcomplex Zoudenbalch, Utrecht   | 1-3-verlies |
| 07        | ma 14 augustus 2017  | 15.00 uur | Jong ADO Den Haag | Sportcomplex Zoudenbalch, Utrecht   | 2-0-winst   |
| 08        | di 12 september 2017 | 13.30 uur | Jong Vitesse      | Papendal, Arnhem                    | 0-2-winst   |
| 09        | di 19 september 2017 | 14.00 uur | Jong FC Twente    | FC Twente-trainingscentrum, Hengelo | 2-2         |
| 10        | di 17 oktober 2017   | 20.00 uur | IJsselmeervogels  | Sportcomplex Zoudenbalch, Utrecht   | 0-0         |
| 11        | wo 08 november 2017  | 13.30 uur | Jong Sparta       | Sportcomplex Zoudenbalch, Utrecht   | 3-0 winst   |
| 12        | di 28 november 2017  | 20.00 uur | VV Eemdijk        | De Vinken, Bunschoten-Spakenburg    | 2-3 winst   |
| 13        | za 06 januari 2018   | 13.30 uur | Jong FC Groningen | Sportcomplex Zoudenbalch, Utrecht   | 4-1 winst   |
| 14        | zo 07 januari 2018   | 14.00 uur | FC Abcoude        | Sportpark Hollandse Kade, Abcoude   | 2-3 winst   |

### Eerste Divisie
| Speelronde | Datum                | Tijd      | Tegenstander    | Locatie                              | Uitslag | punten  | positie |
| ---------- | -------------------- | --------- | --------------- | ------------------------------------ | ------- | ------- | ------- |
| 01         | ma 21 augustus 2017  | 20.00 uur | FC Oss          | Stadion Galgenwaard, Utrecht         | 0-3     | 0 (+0)  | 19      |
| 02         | vr 25 augustus 2017  | 20.00 uur | FC Dordrecht    | Riwal Hoogwerkers Stadion, Dordrecht | 2-1     | 0 (+0)  | 20      |
| 03         | vr 1 september 2017  | 20.00 uur | Jong AZ         | Sportpark De Westmaat, Spakenburg    | 1-0     | 3 (+3)  | 13      |
| 04         | vr 8 september 2017  | 20.00 uur | SC Cambuur      | Cambuurstadion, Leeuwarden           | 2-2     | 4 (+1)  | 13      |
| 05         | vr 15 september 2017 | 20.00 uur | De Graafschap   | Sportpark De Westmaat, Spakenburg    | 1-4     | 4 (+0)  | 16      |
| 06         | vr 22 september 2017 | 20.00 uur | RKC Waalwijk    | Mandemakers Stadion, Waalwijk        | 2-2     | 5 (+1)  | 16      |
| 07         | vr 29 september 2017 | 20.00 uur | Helmond Sport   | Sportpark De Westmaat, Spakenburg    | 0-0     | 6 (+1)  | 17      |
| 08         | vr 06 oktober 2017   | 20.00 uur | Jong Ajax       | Sportpark De Toekomst, Amsterdam     | 2-1     | 6 (+0)  | 17      |
| 09         | vr 13 oktober 2017   | 20.00 uur | FC Den Bosch    | De Vliert, Den Bosch                 | 1-0     | 6 (+0)  | 18      |
| 10         | vr 20 oktober 2017   | 20.00 uur | MVV             | Stadion Galgenwaard, Utrecht         | 2-1     | 9 (+3)  | 17      |
| 11         | vr 27 oktober 2017   | 20.00 uur | N.E.C.          | Goffertstadion, Nijmegen             | 3-1     | 9 (+0)  | 17      |
| 12         | vr 03 november 2017  | 20.00 uur | FC Eindhoven    | Sportpark De Westmaat, Spakenburg    | 1-2     | 9 (+0)  | 19      |
| 13         | ma 20 november 2017  | 20.00 uur | Jong PSV        | De Herdgang, Eindhoven               | 2-0     | 9 (+0)  | 19      |
| 14         | vr 24 november 2017  | 20.00 uur | Almere City     | Sportpark De Westmaat, Spakenburg    | 2-4     | 9 (+0)  | 19      |
| 15         | ma 27 november 2017  | 20.00 uur | Go Ahead Eagles | De Adelaarshorst, Deventer           | 0-0     | 10 (+1) | 19      |
| 16         | ma 04 december 2017  | 20.00 uur | FC Emmen        | Stadion Galgenwaard, Utrecht         | 1-2     | 10 (+0) | 20      |
| 17         | vr 08 december 2017  | 20.00 uur | FC Volendam     | Kras Stadion, Volendam               | 2-1     | 10 (+0) | 20      |
| 18         | vr 15 december 2017  | 20.00 uur | Telstar         | Sportpark De Westmaat, Spakenburg    | 0-1     | 10 (+0) | 20      |
| 19         | vr 22 december 2017  | 20.00 uur | Fortuna Sittard | Fortuna Sittard Stadion, Sittard     | 3-1     | 10 (+0) | 20      |
| 20         | vr 12 januari 2018   | 20.00 uur | FC Dordrecht    | Sportpark De Westmaat, Spakenburg    | 0-2     | 10 (+0) | 20      |
| 21         | vr 19 januari 2018   | 20.00 uur | FC Oss          | Frans Heesen Stadion,Oss             | 2-0     | 10 (+0) | 20      |
| 22         | vr 26 januari 2018   | 20.00 uur | SC Cambuur      | Sportpark De Westmaat, Spakenburg    | 1-3     | 10 (+0) | 20      |
| 23         | vr 02 februari 2018  | 20.00 uur | De Graafschap   | De Vijverberg, Doetinchem            | 7-0     | 10 (+0) | 20      |
| 24         | vr 09 februari 2018  | 20.00 uur | RKC Waalwijk    | Sportpark De Westmaat, Spakenburg    | 5-2     | 13 (+3) | 20      |
| 25         | vr 16 februari 2018  | 20.00 uur | Helmond Sport   | Lavans Stadion, Helmond              | 2-0     | 13 (+0) | 20      |
| 26         | ma 26 februari 2018  | 20.00 uur | Jong Ajax       | Stadion Galgenwaard, Utrecht         | 2-1     | 16 (+3) | 20      |
| 27         | ma 05 maart 2018     | 20.00 uur | FC Den Bosch    | Stadion Galgenwaard, Utrecht         | 1-1     | 17 (+1) | 20      |
| 28         | vr 09 maart 2018     | 20.00 uur | MVV             | De Geusselt, Maastricht              | 3-1     | 17 (+0) | 20      |
| 29         | ma 12 maart 2018     | 20.00 uur | N.E.C.          | Stadion Galgenwaard, Utrecht         | 0-2     | 17 (+0) | 20      |
| 30         | vr 16 maart 2018     | 20.00 uur | FC Eindhoven    | Jan Louwers Stadion, Eindhoven       | 5-2     | 17 (+0) | 20      |
| 31         | vr 23 maart 2018     | 20.00 uur | Jong PSV        | Sportpark De Westmaat, Spakenburg    | 1-4     | 17 (+0) | 20      |
| 32         | vr 30 maart 2018     | 20.00 uur | Jong AZ         | AFAS Trainingscomplex, Alkmaar       | 1-3     | 20 (+3) | 20      |
| 33         | ma 02 april 2018     | 20.00 uur | Go Ahead Eagles | Stadion Galgenwaard, Utrecht         | 1-0     | 23 (+3) | 20      |
| 34         | vr 06 april 2018     | 20.00 uur | Almere City     | Yanmar Stadion, Almere               | 2-1     | 23 (+0) | 20      |
| 35         | ma 09 april 2018     | 20.00 uur | FC Volendam     | Stadion Galgenwaard, Utrecht         | 2-1     | 26 (+3) | 20      |
| 36         | vr 13 april 2018     | 20.00 uur | Telstar         | Rabobank IJmond Stadion, Velsen      | 1-0     | 26 (+0) | 20      |
| 37         | vr 20 april 2018     | 20.00 uur | Fortuna Sittard | Stadion Galgenwaard, Utrecht         | 0-1     | 26 (+0) | 20      |
| 38         | za 28 april 2018     | 19.45 uur | FC Emmen        | JENS Vesting, Emmen                  | 0-0     | 27 (+1) | 20      |

## Statistieken

### Spelersstatistieken
Dit seizoen zijn er 38 verschillende spelers gebruikt. De statistieken zijn gemaakt op basis van de wedstrijdverslagen op de website van de club. 
| Nr. | Land                           | Speler                 | Duels | Minuten | Gem.min. | Doelpunten | Team |
| --- | ------------------------------ | ---------------------- | ----- | ------- | -------- | ---------- | ---- |
| 5   | Vlag van Bosnië en Herzegovina | Dario Đumić            | 3     | 270     | 90       | 0          | 1e   |
| 6   | Vlag van Duitsland             | Rico Strieder          | 1     | 45      | 45       | 0          | 1e   |
| 15  | Vlag van Nederland             | Robin van der Meer     | 7     | 630     | 90       | 0          | 1e   |
| 16  | Vlag van Nederland             | Nick Marsman           | 7     | 630     | 90       | 0          | 1e   |
| 19  | Vlag van Marokko               | Bilal Ould-Chikh       | 11    | 921     | 84       | 1          | 1e   |
| 20  | Vlag van Nederland             | Giovanni Troupée       | 8     | 720     | 90       | 1          | 1e   |
| 23  | Vlag van Marokko               | Anouar Kali            | 5     | 384     | 77       | 0          | 1e   |
| 24  | Vlag van Nederland             | Patrick Joosten        | 6     | 379     | 63       | 2          | 1e   |
| 25  | Vlag van Nederland             | Odysseus Velanas       | 17    | 1464    | 86       | 0          | 1e   |
| 26  | Vlag van Engeland              | Matthew Willock        | 6     | 505     | 84       | 0          | 1e   |
| 27  | Vlag van Duitsland             | Lukas Görtler          | 2     | 180     | 90       | 0          | 1e   |
| 30  | Vlag van Nederland             | Chris David            | 12    | 788     | 66       | 1          | 1e   |
| 31  | Vlag van Nederland             | Thijmen Nijhuis        | 22    | 1980    | 90       | 0          | Jong |
| 32  | Vlag van Nederland             | Redouan El Yaakoubi    | 27    | 1950    | 72       | 0          | Jong |
| 33  | Vlag van Nederland             | Maarten Peijnenburg    | 24    | 2048    | 85       | 1          | Jong |
| 34  | Vlag van Nederland             | Robin Zwartjens        | 34    | 2984    | 88       | 1          | Jong |
| 35  | Vlag van Nederland             | Tim Brinkman           | 25    | 1971    | 79       | 0          | Jong |
| 36  | Vlag van Nederland             | Rick van der Meer      | 27    | 2135    | 79       | 0          | Jong |
| 37  | Vlag van Nederland             | Mitchell van Rooijen   | 17    | 1342    | 79       | 0          | Jong |
| 38  | Vlag van Nederland             | Rick Mulder            | 7     | 270     | 39       | 0          | Jong |
| 39  | Vlag van Nederland             | Nick Venema            | 23    | 1711    | 74       | 13         | Jong |
| 40  | Vlag van Nederland             | Karim Loukili          | 31    | 2157    | 70       | 2          | Jong |
| 41  | Vlag van Nederland             | Sylla Sow              | 34    | 2805    | 83       | 8          | Jong |
| 42  | Vlag van Nederland             | Bart Sinteur           | 16    | 1117    | 70       | 0          | Jong |
| 43  | Vlag van Nederland             | Gino Demon             | 3     | 114     | 38       | 0          | Jong |
| 44  | Vlag van Nederland             | Junior van der Velden  | 13    | 839     | 65       | 0          | Jong |
| 45  | Vlag van Nederland             | Conner Blöte           | 7     | 293     | 42       | 0          | Jong |
| 46  | Vlag van Nederland             | Menno Heus             | 9     | 810     | 90       | 0          | Jong |
| 47  | Vlag van Nederland             | Nick Lim               | 2     | 125     | 63       | 0          | Jong |
| 48  | Vlag van Nederland             | Louk Dekkers           | 10    | 99      | 10       | 0          | Jong |
| 49  | Vlag van Nederland             | Jeredy Hilterman       | 32    | 1844    | 58       | 2          | Jong |
| 50  | Vlag van Nederland             | Shayne Pattynama       | 17    | 957     | 56       | 0          | Jong |
| 51  | Vlag van Nederland             | Jan-Willem Tesselaar   | 19    | 393     | 21       | 0          | Jong |
| 53  | Vlag van Nederland             | Ruben Hoogenhout       | 10    | 841     | 84       | 0          | o19  |
| 54  | Vlag van Roemenië              | Constantin Dragoș Albu | 1     | 11      | 11       | 0          | o19  |
| 55  | Vlag van België                | Benis Belesi           | 1     | 7       | 7        | 0          | o19  |
| 59  | Vlag van Nederland             | Mohamed Mallahi        | 19    | 1116    | 59       | 3          | o19  |
| 61  | Vlag van Nederland             | Tufan Özbozkurt        | 9     | 563     | 63       | 1          | Jong |

### Topscorers en assists
| Nr. | Land               | Speler                      | Goals | Assists | Wedstrijden |
| --- | ------------------ | --------------------------- | ----- | ------- | ----------- |
| 1   | Vlag van Nederland | Nick Venema                 | 13    | 1       | 23          |
| 2   | Vlag van Nederland | Sylla Sow                   | 8     | 2       | 34          |
| 3   | Vlag van Nederland | Mohamed Mallahi             | 3     | 1       | 19          |
| 4   | Vlag van Nederland | Jeredy Hilterman            | 2     | 4       | 32          |
| 5   | Vlag van Nederland | Karim Loukili               | 2     | 2       | 31          |
| 6   | Vlag van Nederland | Patrick Joosten             | 2     | 0       | 6           |
| 7   | Vlag van Nederland | Maarten Peijnenburg         | 1     | 2       | 24          |
| 8   | Vlag van Nederland | Chris David                 | 1     | 0       | 12          |
| 9   | Vlag van Nederland | Giovanni Troupée            | 1     | 0       | 8           |
| 10  | Vlag van Nederland | Robin Zwartjens             | 1     | 0       | 34          |
| 11  | Vlag van Nederland | Bilal Ould-Chikh            | 1     | 0       | 11          |
| 12  | Vlag van Turkije   | Tufan Özbozkurt             | 1     | 0       | 9           |
| 13  | Vlag van Nederland | Eigen doelpunt tegenstander | 1     | -       | 38          |
| 14  | Vlag van Nederland | Redouan El Yaakoubi         | 0     | 4       | 27          |
| 15  | Vlag van Nederland | Robin van der Meer          | 0     | 1       | 7           |
| 16  | Vlag van Nederland | Shayne Pattynama            | 0     | 1       | 17          |
| 17  | Vlag van Nederland | Mitchell van Rooijen        | 0     | 1       | 17          |
| 18  | Vlag van Nederland | Odysseus Velanas            | 0     | 1       | 17          |
| 19  | Vlag van Nederland | Tim Brinkman                | 0     | 1       | 25          |

### Overzicht kaarten en schorsingen
| Speler               | Wed    | Gele kaart(en) | Twee gele kaarten in 1 wedstrijd aan dezelfde speler | Rode kaart | totaal kaarten | Schorsing                                  |
| -------------------- | ------ | -------------- | ---------------------------------------------------- | ---------- | -------------- | ------------------------------------------ |
| Jeredy Hilterman     | 32     | 6              | 0                                                    | 0          | 6              | -                                          |
| Maarten Peijnenburg  | 24     | 5              | 0                                                    | 0          | 5              | -                                          |
| Tim Brinkman         | 25     | 4              | 0                                                    | 0          | 4              | -                                          |
| Robin Zwartjens      | 34     | 4              | 0                                                    | 0          | 4              | -                                          |
| Rick van der Meer    | 27     | 4              | 0                                                    | 0          | 4              | -                                          |
| Redouan El Yaakoubi  | 27     | 4              | 0                                                    | 0          | 4              | -                                          |
| Ruben Hoogenhout     | 10     | 3              | 1                                                    | 0          | 6              | 1 duel schorsing door rode kaart (2× geel) |
| Giovanni Troupée     | 8      | 3              | 0                                                    | 0          | 3              | -                                          |
| Tufan Özbozkurt      | 9      | 3              | 0                                                    | 0          | 3              | -                                          |
| Robin van der Meer   | 7      | 2              | 0                                                    | 0          | 2              | -                                          |
| Odyseus Velanas      | 17     | 2              | 0                                                    | 0          | 2              | -                                          |
| Gino Demon           | 3      | 1              | 0                                                    | 0          | 1              | -                                          |
| Mohamed Mallahi      | 19     | 1              | 0                                                    | 0          | 1              | -                                          |
| Thijmen Nijhuis      | 22     | 1              | 0                                                    | 0          | 1              | -                                          |
| Mitchell van Rooijen | 17     | 1              | 0                                                    | 0          | 1              | -                                          |
| Nick Venema          | 23     | 1              | 0                                                    | 0          | 1              | -                                          |
| Sylla Sow            | 34     | 1              | 0                                                    | 0          | 1              | -                                          |
| Rick Mulder          | 7      | 1              | 0                                                    | 0          | 1              | -                                          |
| Dario Đumić          | 3      | 1              | 0                                                    | 0          | 1              | -                                          |
| Bilal Ould-Chikh     | 11     | 0              | 1                                                    | 0          | 3              | 1 duel schorsing door rode kaart (2× geel) |
| Karim Loukili        | 31     | 0              | 1                                                    | 0          | 3              | 1 duel schorsing door rode kaart (2× geel) |
| Totaal               | Totaal | Totaal         | Totaal                                               | Totaal     | 57             |                                            |

### Toeschouwers thuiswedstrijden

#### De Westmaat
| speelronde | datum                | tegenstander  | toeschouwers | totaal toeschouwers | gem. toeschouwers |
| ---------- | -------------------- | ------------- | ------------ | ------------------- | ----------------- |
| 03         | vr 1 september 2017  | Jong AZ       | 533          | 533                 | 533               |
| 05         | vr 15 september 2017 | De Graafschap | 660          | 1193                | 597               |
| 07         | vr 29 september 2017 | Helmond Sport | 565          | 1758                | 586               |
| 12         | vr 03 november 2017  | FC Eindhoven  | 685          | 2443                | 611               |
| 14         | vr 24 november 2017  | Almere City   | 511          | 2954                | 591               |
| 18         | vr 15 december 2017  | Telstar       | 431          | 3385                | 564               |
| 20         | vr 12 januari 2018   | FC Dordrecht  | 406          | 3791                | 542               |
| 22         | vr 26 januari 2018   | SC Cambuur    | 562          | 4353                | 544               |
| 24         | ma 12 februari 2018  | RKC Waalwijk  | 378          | 4731                | 526               |
| 31         | vr 23 maart 2018     | Jong PSV      | 170          | 4901                | 490               |

#### Stadion Galgenwaard
| speelronde | datum               | tegenstander    | toeschouwers | totaal toeschouwers | gem. toeschouwers |
| ---------- | ------------------- | --------------- | ------------ | ------------------- | ----------------- |
| 01         | ma 21 augustus 2017 | FC Oss          | 892          | 892                 | 892               |
| 10         | vr 20 oktober 2017  | MVV             | 692          | 1584                | 792               |
| 16         | ma 04 december 2017 | FC Emmen        | 698          | 2282                | 761               |
| 26         | ma 26 februari 2018 | Jong Ajax       | 404          | 2686                | 773               |
| 27         | ma 05 maart 2018    | FC Den Bosch    | 633          | 3319                | 664               |
| 29         | ma 12 maart 2018    | N.E.C.          | 890          | 4209                | 702               |
| 33         | ma 02 april 2018    | Go Ahead Eagles | 556          | 4765                | 681               |
| 35         | ma 09 april 2018    | FC Volendam     | 667          | 5432                | 679               |
| 37         | vr 20 april 2018    | Fortuna Sittard | 2547         | 7979                | 887               |

Agougil ·
Akkerman ·
Azmi ·
El Arguioui ·
Den Boggende ·
Boumenjal ·
Charalampoglou ·
Dithmer ·
Driezen ·
Dris ·
Dundas ·
Edhart ·
Eppink ·
Ghaddari ·
Van Hees ·
Held ·
Jenner ·
Kloosterboer ·
Kooy  ·
Van Riel ·
Rohd Schlichting ·
Varjund ·
Viereck ·
Van der Wegen ·
Yah ·
Coach: Van Dinteren
· Assistent-trainer: Kamminga
· Assistent-trainer: Keller
· Keeperstrainer: Plattel
Dit is de vaste selectie van Jong FC Utrecht. In deze lijst zijn geen spelers van het eerste elftal of de jeugdelftallen opgenomen.
Almere City FC ·
SC Cambuur ·
FC Den Bosch ·
FC Dordrecht ·
FC Eindhoven ·
FC Emmen ·
Fortuna Sittard ·
Go Ahead Eagles ·
De Graafschap ·
Helmond Sport ·
Jong Ajax ·
Jong AZ ·
Jong PSV ·
Jong FC Utrecht ·
MVV Maastricht ·
N.E.C. ·
FC Oss ·
RKC Waalwijk ·
Telstar ·
FC Volendam
2016/17 · 2017/18 · 2018/19 · 2019/20 · 2020/21 · 2021/22 · 2022/23 · 2023/24 · 2024/25